# Ecatepec de Morelos
Ecatepec de Morelos (röviden Ecatepec) nagyváros és község Mexikó México nevű szövetségi államában, a mexikóvárosi agglomeráció része. 1,65 milliós lakosságával (2010) ez az egész ország legnagyobb népességű községe, és ha az agglomerációk helyett a szűken vett városokat nézzük, akkor Mexikóváros után az ország második legnagyobb városa. A községhez még 3 kis település tartozik, melyek összlakossága alig haladja meg az 1000 főt: Mesa de los Leones, Tierra Blanca Segunda Sección (más néven Ejido Ecatepec) és Vista Hermosa.

## Földrajz

### Fekvése
A város a mexikóvárosi agglomerációhoz tartozik, annak északkeleti részén terül el. Majdnem teljes területe a tengerszint felett körülbelül 2250 m-rel fekvő síkság, csak nyugati részén emelkednek a Vulkáni-kereszthegység hegyei, melyek a 3000 m-es magasságot közelítik. A területen állandó vízfolyások nincsenek, az időszakos patakok közül legjelentősebb a Majada Grande. A község keleti részén építették fel az El Caracol nevű, kör alakú víztározót. Ennek és a nyugati hegyeknek a kivételével minden terület elfoglal a város, a hegyeken növő bozótos és erdős részek a teljes községnek alig több mint 10%-át teszik ki.

### Éghajlat
A város éghajlata átlagosan meleg és átlagosan csapadékos. Nagy forróságot sosem mértek itt, a rekord 35 °C volt, viszont a 30 fokot szinte minden hónapban előfordul, hogy megközelíti a hőmérséklet. A nyári hónapok kivételével fagyok is előfordulnak, januárban akár -10 °C-ig is lehűlhet a levegő. Az évi kb. 550 mm csapadék időbeli eloszlása igen egyenetlen: a mennyiség mintegy 3/4 része a júniustól szeptemberig tartó 4 hónapos időszak alatt hull.
| Hónap                                   | Jan.  | Feb. | Már. | Ápr. | Máj. | Jún. | Júl. | Aug. | Szep. | Okt. | Nov. | Dec. | Év    |
| --------------------------------------- | ----- | ---- | ---- | ---- | ---- | ---- | ---- | ---- | ----- | ---- | ---- | ---- | ----- |
| Rekord max. hőmérséklet (°C)            | 28,0  | 29,0 | 32,5 | 34,0 | 35,0 | 32,0 | 30,0 | 29,5 | 29,5  | 29,5 | 31,0 | 29,5 | 35,0  |
| Átlagos max. hőmérséklet (°C)           | 21,9  | 23,2 | 25,3 | 26,5 | 26,8 | 25,2 | 24,0 | 24,1 | 23,8  | 23,6 | 23,3 | 22,1 | 24,2  |
| Átlaghőmérséklet (°C)                   | 11,5  | 12,7 | 14,9 | 16,6 | 17,5 | 17,4 | 16,7 | 16,7 | 16,7  | 15,6 | 13,7 | 12,0 | 15,2  |
| Átlagos min. hőmérséklet (°C)           | 1,1   | 2,2  | 4,4  | 6,8  | 8,2  | 9,5  | 9,4  | 9,4  | 9,6   | 7,6  | 4,1  | 1,9  | 6,2   |
| Rekord min. hőmérséklet (°C)            | −10,0 | −9,5 | −5,0 | −2,5 | 0,0  | 2,0  | 0,5  | 1,0  | −1,5  | −3,0 | −9,0 | −8,0 | −10,0 |
| Átl. csapadékmennyiség (mm)             | 9     | 8    | 14   | 22   | 42   | 99   | 106  | 113  | 88    | 41   | 9    | 5    | 553   |
| Forrás: Servicio Meteorológico Nacional |       |      |      |      |      |      |      |      |       |      |      |      |       |

## Közlekedés
A várost átszelő legfontosabb közlekedési útvonal a Mexikóváros és Pachuca de Soto között vezető 85-ös és 85D jelzésű főút, melyből több helyi jelentőségű, kisebb út is kiágazik. A legközelebbi repülőtér Mexikóváros nemzetközi repülőtere, mintegy 18 km-re Ecatepec központjától délre.
A mexikóvárosi metróhálózat B jelű vonala (ami a 11-es metrónak felel meg) északkelet felé túlnyúlik a főváros határain, és Ecatepecet is bekapcsolja a metróhálózatba.

## Népesség
Bár a város népessége – összhangban az országos folyamatokkal – sokáig gyorsan növekedett, az utóbbi években ez a folyamat megállt, és a túlzsúfolt város lakossága csökkenni kezdett. Ezeket a változásokat szemlélteti az alábbi táblázat:
| Év   | Lakosság (Ecatepec város) | Lakosság (Ecatepec község) |
| ---- | ------------------------- | -------------------------- |
| 1990 | 1 218 135                 | 1 218 135                  |
| 1995 | 1 455 909                 | 1 457 124                  |
| 2000 | 1 621 827                 | 1 622 697                  |
| 2005 | 1 687 549                 | 1 688 258                  |
| 2010 | 1 655 015                 | 1 656 107                  |

## Története

### Nevének eredete
Az Ecatepec név a navatl nyelvből ered: az előtag jelentése szél vagy levegő, a tepetl (vagy tepec) pedig hegyet, csúcsot jelent, így a teljes név olyasmi lehet, hogy A szeles csúcson. A város hivatalos nevében szereplő Morelos nevet pedig José María Morelos y Pavón függetlenségi harcos emlékére kapta, akit 1815-ben itt végeztek ki.

### A spanyolok előtt

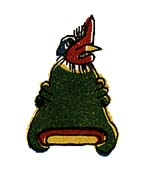
Ecatepec azték jelképe, felismerhető benne a tepec vagy tepetl jel, melynek jelentése hegy, csúcs

A spanyol hódítók megérkezése előtt főként otomik telepedtek meg a stratégiailag fontos területen, mely a Mexikói-völgy és az északi vidékek közötti kereskedelem fő útvonalán feküdt, mintegy a völgy kapujaként. Fő megélhetési forrásuk a halászat, a növénytermesztés és a vadászat mellett a gyékény, az agyag és a Texcocói-tóból kinyert só volt. 1428-tól kezdve a környéket 5 kormányzó irányította: elsőként I. Chimalpilli, I. Moctezuma unokája, utána Tezozómoc (Chimalpopoca fia), harmadikként Matlacohuatl, II. Moctezuma apósa, negyedikként II. Chimalpilli, Ahuízotl fia, végül Diego Huanitzin, Tezozómoc fia, aki Cuauhtémoc oldalán harcolt a spanyol megszállás ellen.

### A spanyol hódítás és a következő évszázadok

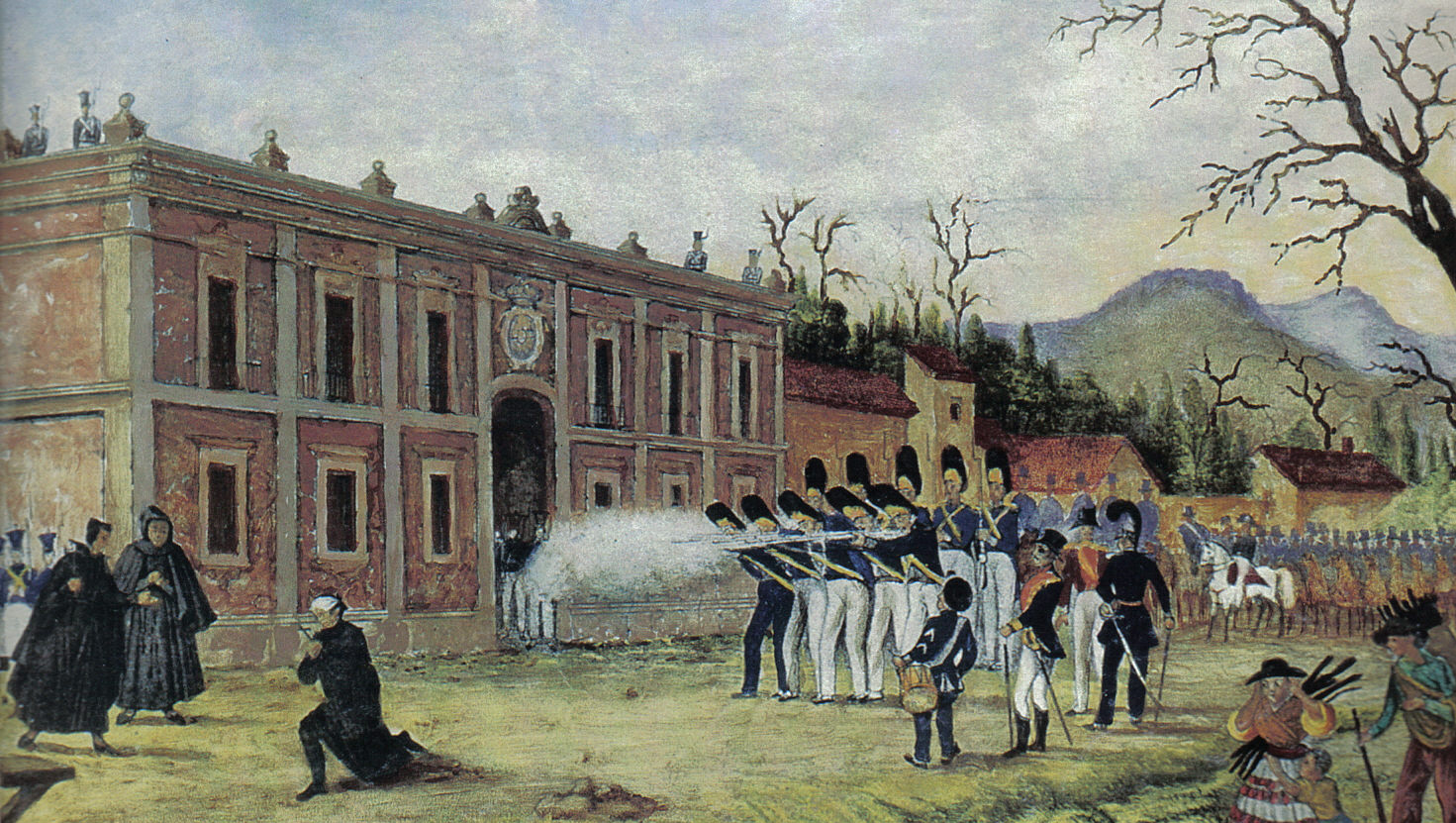
José María Morelos kivégzése

Amikor 1521 augusztusában Hernán Cortés utolsó nagy rohamát indította Tenochtitlán ellen, a közeli Texcocóban építtetett 13 brigantint vagy más kisebb hajót is felhasználta a támadáshoz. Hogy ezekkel a hajókkal elérhesse a várost, meg kellett semmisítenie az I. Moctezuma javaslatára Nezahualcóyotl által emelt kőfalat is, melynek maradványait ma albarradón de Ecatepec néven ismerjük.
A terület fekvése igen kedvező volt a kereskedelem szempontjából: itt haladt át a Mexikóvárosból Veracruz kikötőjébe és a zacatecasi ezüstbányákhoz vezető út is. 1560 körül egy indián lakosságú köztársaság alakult itt ki, majd a 17. század kezdetén alcaldia mayor rangra emelkedett: a spanyolok innen irányították többek között Zumpangót és Xaloztocot is.
1815-ben, a függetlenségi háború során a királypártiak elfogták a felkelők egyik vezéralakját, José María Morelos y Pavónt, akit a bíróság halálra ítélt. Miután a cuernavacai Palacio de Cortés palotában fogva tartották egy ideig, Ecatepecbe szállították, ahol december 22-én agyonlőtték.
1824-ben, amikor México szövetségi állam megszületett, a helyi kormány elismerte Ecatepec községet, majd 1825 februárjában a Ley de Municipio című törvény úgyszintén.

### A várossá vált Ecatepec

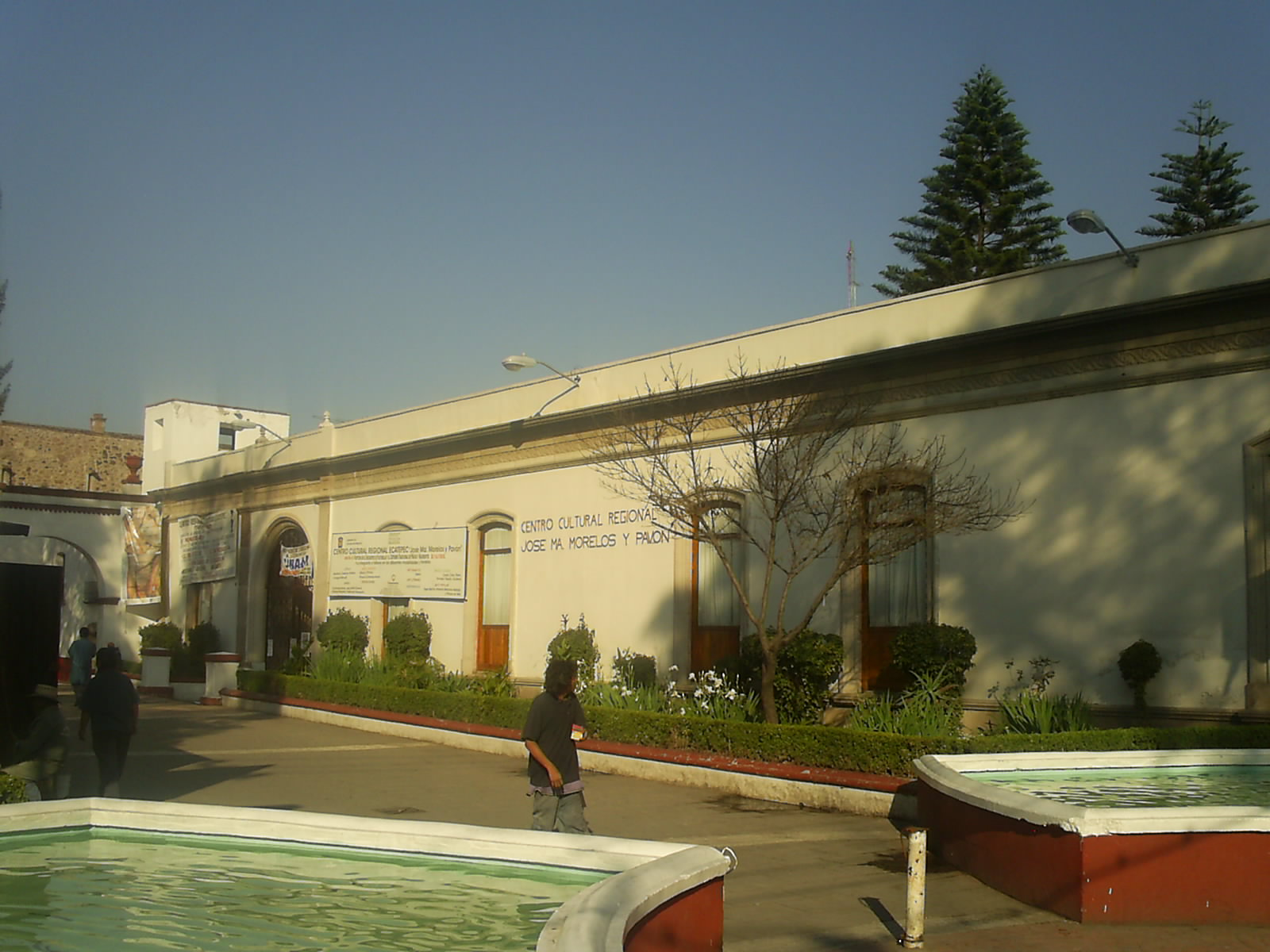
A város kultúrháza

Ecatepecet 1877. október 1-jén emelték villa rangra, ekkor egészítették ki nevét a kivégzett José Morelos tiszteletére a de Morelos utótaggal. A következő évtizedekben a város lakói főként a környék vízrendezési munkáival (a tavak lecsapolásával) és földműveléssel foglalkoztak, valamint az egyre növekvő haciendák peónjaiként dolgoztak. Bár az 1910 körüli forradalmi események jócskán felforgatták a mindennapokat, fegyveres összetűzésre, sőt, még csak nagyobb vitákra sem került sor Ecatepecben.
Az ipar jelentős fejlődése csak az 1940-es években kezdődött meg. A lakosság száma folyamatosan és gyorsan nőtt, így 1980. december 1-jén a település a legmagasabb, ciudad rangra emelkedett.

## Turizmus, látnivalók
Ecatepec egyáltalán nem tartozik a kedvelt turisztikai célpontok közé. Műemléke is igen kevés van, a kevés közül említésre méltó Morelos háza (ahol Morelos életének utolsó óráit töltötte, korábban az Alkirályok háza (Casa de virreyes) volt), a Szent János-kápolna, a történelmi park (Parque Histórico), a Puente Colonial híd, egy 1604 körül épült gátmaradvány és a Mexikóváros–Veracruz régi út maradványai. Az Ehécatl hegyen található barlangban pedig egy ősi barlangrajz látható, melynek figurája a szelet szimbolizálja, valamint itt látható egy régi monolit kő is, melynek segítségével csillagászati megfigyeléseket végeztek.
Különleges helyi hagyományok, kézművesség és zene nem jellemző a városra, a vallási ünnepek mellett egyetlen jellegzetes rendezvénye a szeptember 30-án, José Morelos születésnapja alkalmából tartott katonai és civil felvonulás. Múzeuma a Museo de Xalostoc.

## Testvértelepülések
- Caracas
- Cuautla
- Gustavo A. Madero[forrás?]